# Victor Langellotti
Victor Langellotti (* 7. Juni 1995 in Monaco) ist ein monegassischer Radrennfahrer, der im Straßenradsport aktiv ist.

## Sportlicher Werdegang
Nach dem Wechsel in die U23 begann Langellotti 2014 seine Karriere beim heimischen UC Monaco, bei dem er vier Jahre blieb. 2017 schaffte er mit dem dritten Platz beim Prolog zum Giro della Valle d’Aosta seine erste Podestplatzierung bei einem internationalen Rennen. Zur Saison 2018 erhielt er einem Vertrag beim UCI ProTeam Burgos-BH, womit er der erste monegassische Radprofi überhaupt wurde. Nachdem er die ersten drei Jahre komplett ohne UCI-Ranglistenpunkte geblieben war, konnte er ab 2021 seine Leistungen kontinuierlich verbessern. 2022 erzielte er mit dem Gewinn der achten Etappe der Portugal-Rundfahrt den ersten Profi-Sieg seiner Karriere. Bei der Vuelta a España 2022 übernahm er nach der fünften Etappe die Führung in der Bergwertung, die er bis zu seinem Ausscheiden nach Schlüsselbeinbruch auf der achten Etappe innehatte. 2023 folgte ein Etappenerfolg bei der Türkei-Rundfahrt, wo er bei der Bergankunft der sechsten Etappe den Gesamtführenden Alexei Luzenko distanzieren konnte. 2024 verpasste er als Zweiter beim Eintagesrennen Classic Grand Besançon Doubs nur knapp einen weiteren Sieg.
Nach seinen Erfolgen wechselte Langellotti zur Saison 2025 zum UCI WorldTeam Ineos Grenadiers.
Mit seinem Sieg auf der sechsten Etappe der Polen-Rundfahrt 2025 gelang ihm der erste Sieg eines Monegassen in einem Rennen der UCI WorldTour. Mit dem Etappenerfolg übernahm er auch die Führung in der Gesamtwertung, die er jedoch auf der anschließenden letzten Etappe im Einzelzeitfahren nicht verteidigen konnte, und beendete die Rundfahrt letztendlich auf dem fünften Gesamtrang.

## Erfolge
2022
- eine Etappe Portugal-Rundfahrt

2023
- eine Etappe Türkei-Rundfahrt

2025
- eine Etappe Polen-Rundfahrt

## Grand-Tour-Platzierungen
| Grand Tour            | 2022 | 2023 | 2024 | 2025 |
| --------------------- | ---- | ---- | ---- | ---- |
| Giro d’ItaliaGiro     | –    | –    | –    | –    |
| Tour de FranceTour    | –    | –    | –    | –    |
| Vuelta a EspañaVuelta | DNF  | –    | –    | …    |